# Kabardínskaya
Kabardínskaya (del ruso: Кабарди́нская) es una stanitsa del raión de Apsheronsk del krai de Krasnodar, en Rusia. Está situada en las vertientes septentrionales del Cáucaso Occidental, a orillas del río Pshish, afluente del Kubán, 19 km al oeste de Apsheronsk y 72 km al sureste de Krasnodar, la capital del krai. Tenía 2 408 habitantes en 2010.
Es cabeza del municipio Kabardínskoye, al que pertenece asimismo Asfáltovaya Gorá. El municipio en su conjunto contaba con 2 663 habitantes.

## Historia
Tras la derrota del imán Shamil en 1859, las operaciones militares contra los pueblos de la montaña (shapsug, abadzej, natujái y bzhedug) continuaron hasta 1864 en esta región premontañosa. A principios de 1864, se mandó construir un fuerte a orillas del río Pshish. Tras los soldados, llegaron los colonos.  A finales de mayo de ese año, llegaron los primeros colonos, emigrantes de Batalpashinskaya y Belomechétskaya, a la recién fundada stanitsa, que recibiría su nombre por el 80.º Regimiento Kabardiano, que había combatido en la zona. Pronto llegaron colonos campesinos del Rusia central, así como las familias de los cosacos desmovilizados, a los que se recompensaba con tierras en los territorios conquistados. En ese primer año fallecieron 84 personas a causa de la escasez de medios que afrontaban. La caza, la pesca, la ganadería y las artesanías de madera, ocupaciones principales de los colonos hicieron poco a poco que la vida mejorase en el nuevo asentamiento. En 1895 se construyó la primera escuela de la localidad. Para 1907 se construía el ferrocarril entre Armavir y Tuapsé, que pasa por la localidad. En 1909 se proyectó y se inició la obra de un oleoducto entre Shirvanskaya y Ekaterinodar, pero se abandonó al año siguiente. 
En marzo de 1920 quedaba oficialmente establecido el poder soviético en la región. Sin embargo, la agreste orografía, así como la poca numerosa presencia del Ejército Rojo, propiciaba el que antiguos terratenientes y guardias blancos se dedicaran al bandidaje, refugiándose tras sus incursiones en la región boscosa circundante. Se enviaron tropas de refuerzo bajo el mando de Arkadi Gólikov que lograron pacificar la región en septiembre de ese año. En 1924 se construyó una escuela primaria. En 1928 se organizaron once koljoses. Durante la Gran Guerra Patria, la localidad fue ocupada en agosto de 1942 por las tropas de la Wehrmacht de la Alemania Nazi y fue liberada el 27 de enero de 1943 por el Ejército Rojo de la Unión Soviética. En 1950 la stanitsa era electrificada y en 1954 se inició en ella la extracción de petróleo.

## Transporte
La localidad cuenta con una estación en la línea de ferrocarril entre Armavir y Tuapsé, parte de la red del ferrocarril del Cáucaso Norte.